# Love Me Tender (lied)
"Love Me Tender" is een nummer van de Amerikaanse zanger Elvis Presley. Het nummer verscheen als titeltrack in zijn bioscoopfilm Love Me Tender en het gelijknamige album uit 1956. Op 28 september van dat jaar werd het nummer uitgebracht als single.

## Achtergrond
De tekst van "Love Me Tender" is geschreven door Ken Darby onder het pseudoniem Vera Matson, de naam van zijn vrouw. De muziek is afkomstig uit het lied "Aura Lee" uit de Amerikaanse Burgeroorlog, gepubliceerd in 1861 met muziek van George R. Poulton en tekst van W. W. Fosdick. Darby nam de muziek, inmiddels in het publiek domein, over voor de melodie van zijn nummer. Presley zelf kreeg co-auteurschap van het nummer vanwege zijn contract bij Hill & Range, waarin stond dat liedjesschrijvers 50% van hun auteurschap in moesten leveren als ze wilden dat Presley hun nummer opnam. Presley zelf had slechts bij enkele van zijn nummers daadwerkelijk meegeschreven. Darby besloot zijn vrouw toe te voegen aan de auteurs van het nummer "omdat zij het ook niet geschreven heeft".
Zoals bij de meeste van zijn vroege opnamen nam Presley de controle in de studio, maar werd hij niet genoemd als producer. Darby vertelde over Presley's rol in de opname van "Love Me Tender": "Hij paste de muziek en de tekst aan naar zijn eigen presentatie. Elvis heeft het meest fantastische gehoor van iedereen die ik ooit heb ontmoet. Hij leest geen muziek, maar dat hoeft hij ook niet. Het enige dat ik moest doen is een keer het nummer voor hem spelen, en hij maakte het zijn eigen nummer! Hij heeft het perfecte oordeel over wat goed is voor hem. Hij oefende dit uit toen hij "Love Me Tender" zijn themalied maakte."
Presley zong "Love Me Tender" in The Ed Sullivan Show op 9 september 1956, kort voordat zowel de single en de film uitkwamen. Zijn platenmaatschappij RCA ontving hierop meer dan een miljoen bestellingen voor de single, waardoor het al voor de officiële uitgave een gouden plaat werd. De film zou oorspronkelijk The Reno Brothers heten, maar vanwege de populariteit van het nummer werd besloten om de titel te wijzigen naar Love Me Tender.
"Love Me Tender" werd een nummer 1-hit in de Verenigde Staten en bleef in het najaar van 1956 vijf weken op de hoogste positie staan. In het Verenigd Koninkrijk kwam de single niet verder dan de elfde plaats. In 1991 verscheen het nummer vanwege een heruitgave ook in Nederland in de hitlijsten. Het wist de Top 40 niet te bereiken en bleef steken op de negende plaats in de Tipparade, maar in de Nationale Top 100 kwam het tot plaats 57. Het tijdschrift Rolling Stone zette het nummer in 2004 op de 437e plaats in hun lijst The 500 Greatest Songs of All Time; in de update in 2010 zakte het naar plaats 444.
Veel artiesten hebben "Love Me Tender" gecoverd. Hitgenoteerde versies zijn afkomstig van Richard Chamberlain, die in 1962 in de Verenigde Staten, Canada en het Verenigd Koninkrijk de hitlijsten haalde, Percy Sledge, die in 1967 een nummer 40-hit met het nummer scoorde, en Lisa Lois, die het als duet met Presley opnam en de 85e plaats in de Nederlandse Single Top 100 behaalde. Andere artiesten die het nummer hebben opgenomen of live hebben uitgevoerd, zijn onder anderen Julie Andrews met Johnny Cash, Tony Bennett, Andrea Bocelli, Pat Boone, James Brown, Nicolas Cage, Petula Clark, Nat King Cole, Duane Eddy, Freddy Fender, Connie Francis, Amy Grant, Johnny Hallyday (een Franse versie), Engelbert Humperdinck, Norah Jones, Bert Kaempfert, Albert King, B.B. King, Muslim Magomajev, Barry Manilow, Johnny Mathis, Katie Melua, Mina, Jim Morrison, Johnny Nash, Ricky Nelson, Willie Nelson, Annette Peacock, The Platters, Della Reese, Cliff Richard, Marty Robbins, Mick Ronson, Linda Ronstadt, Demis Roussos, Scatman John, Jessica Simpson, Frank Sinatra (in een postuum duet met Presley), Thalía Sodi, Barbra Streisand (in een postuum duet met Presley), Stuart Sutcliffe, B.J. Thomas en Lawrence Welk met The Lennon Sisters.

## Hitnoteringen

### Nationale Top 100
| Hitnotering: 16-03-1991 t/m 20-04-1991 | Hitnotering: 16-03-1991 t/m 20-04-1991 | Hitnotering: 16-03-1991 t/m 20-04-1991 | Hitnotering: 16-03-1991 t/m 20-04-1991 | Hitnotering: 16-03-1991 t/m 20-04-1991 | Hitnotering: 16-03-1991 t/m 20-04-1991 | Hitnotering: 16-03-1991 t/m 20-04-1991 | Hitnotering: 16-03-1991 t/m 20-04-1991 |
| Week                                   | 1                                      | 2                                      | 3                                      | 4                                      | 5                                      | 6                                      |                                        |
| -------------------------------------- | -------------------------------------- | -------------------------------------- | -------------------------------------- | -------------------------------------- | -------------------------------------- | -------------------------------------- | -------------------------------------- |
| Positie                                | 94                                     | 72                                     | 60                                     | 57                                     | 66                                     | 90                                     | uit                                    |

### NPO Radio 2 Top 2000
| Nummer met noteringen in de NPO Radio 2 Top 2000 | '02  | '03 | '04 | '05 | '06 | '07 | '08 | '09 | '10 | '11 | '12  | '13  | '14  | '15  | '16  | '17  | '18  | '19  | '20  | '21  | '22  | '23  | '24  |
| ------------------------------------------------ | ---- | --- | --- | --- | --- | --- | --- | --- | --- | --- | ---- | ---- | ---- | ---- | ---- | ---- | ---- | ---- | ---- | ---- | ---- | ---- | ---- |
| Love Me Tender                                   | 1839 | 540 | 388 | 686 | 654 | 709 | 631 | 774 | 708 | 999 | 1031 | 1143 | 1362 | 1300 | 1160 | 1138 | 1088 | 1097 | 1245 | 1153 | 1347 | 1305 | 1574 |

1. ↑  Een vetgedrukt getal geeft de hoogste notering aan.
2. ↑  2002 was het eerste jaar met een notering voor dit nummer.

### Evergreen Top 1000
| Jaar    | 2008 | 2009 | 2010 | 2011 | 2012 | 2013 | 2014 | 2015 | 2016 | 2017 | 2018 | 2019 | 2020 | 2021 | 2022 |
| ------- | ---- | ---- | ---- | ---- | ---- | ---- | ---- | ---- | ---- | ---- | ---- | ---- | ---- | ---- | ---- |
| Positie | 20   | 21   | 33   | 27   | 56   | 64   | 215  | 157  | 140  | 343  | 304  | 247  | 334  | 296  | 364  |